# Stijn Vandeputte

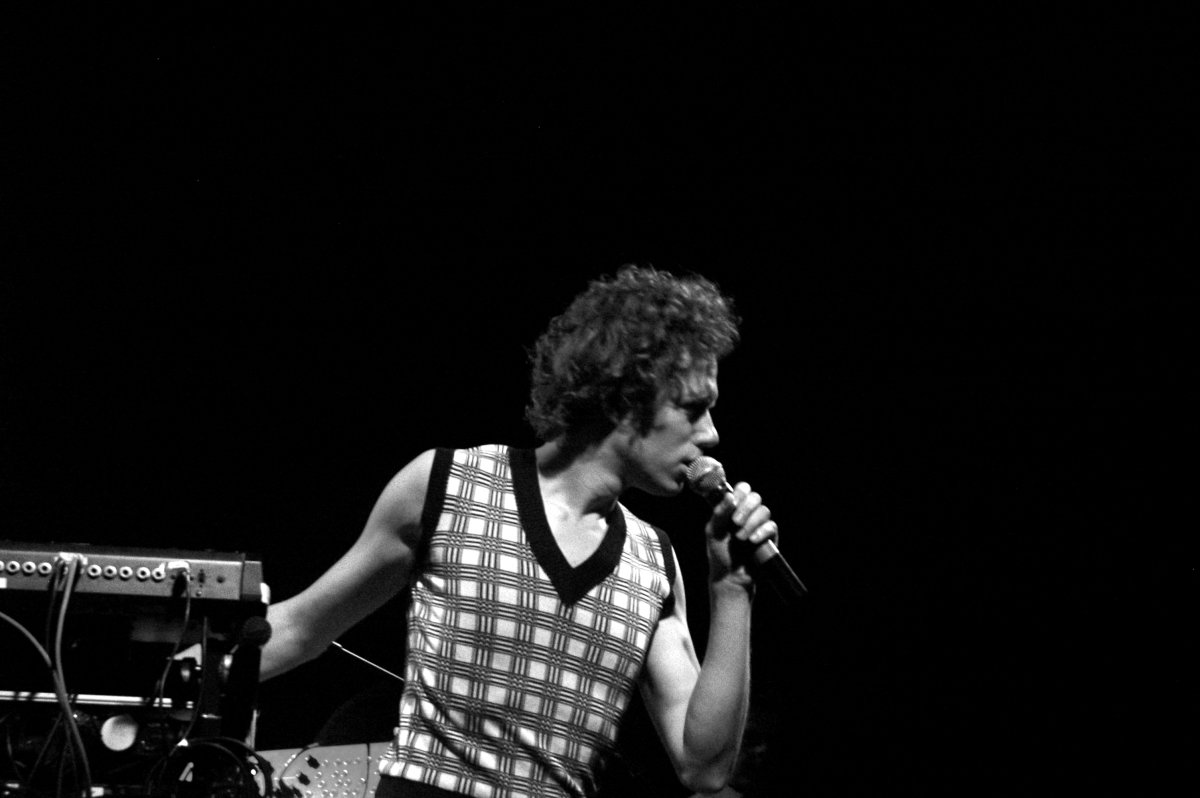
Stijn tijdens een optreden in 2006

Stijn Vandeputte (Roeselare, 25 november 1976) is een Vlaams electromuzikant en acteur. 
Als muzikant opereert Vandeputte onder zijn voornaam Stijn. Vanwege zijn stijl wordt hij weleens de Vlaamse Prince genoemd. Zelf houdt hij niet van die bijnaam. Veel van zijn nummers hebben echter Nederlandstalige titels en teksten. Zijn instrumentarium beslaat vooral elektronica, hoewel hij geen gebruik maakt van samples en laptops. In 2007 toerde hij ook met een band.
Stijn debuteerde in 2001 met een dubbel album getiteld N°000 uitgebracht in eigen beheer. In 2003 volgde zijn eerste EP, EP#01 bij EMI . In 2004 volgde het album Euphoric. Hij scoorde in België hits met Ziek en Sexjunkie. In 2006 kwam zijn derde album, The World Is Happy Now, uit. Met daarop o.a. "Hot & Sweaty" en "Gasoline & Matches", deze laatste single werd ook gebruikt op FIFA 07. Daarmee werd het het eerste nummer van een Belgische artiest dat in deze game verscheen.
Een vierde album, genaamd Ten Danz, kwam uit op 7 juni 2010. Hierin gaat hij opnieuw solo, waar hij met Booty en Password reeds twee singles uitbracht die terug doen denken aan zijn debuutalbum Euphoric.
In 2018 bracht Stijn een gelimiteerd album uit 2111, waarop een collectie van songs te vinden is, waaronder &Evenif en Mooie lucht (aka Cheescake). Op het nummer JA! is Raymond van het Groenenwoud te horen op zang en gitaar.
Op 25 november 2023 bracht Stijn het album 25112023 uit. Een album met enkel Nederlandstalige songs, waaronder Doemaarlekkervoortgezeigoebezig en Khebsinineenfeesje. 
Als acteur speelde hij op het toneel en had kleine rollen in films, reclamespots en video's. Zo had hij een cameo in Any Way the Wind Blows.

## Albums
- "N°000" (2001)
- "Euphoric" (2004)
- "The World Is Happy Now" (2006)
- "Ten Danz" (2010)
- "2111"(2018)
- "25112023" (2023)

## EP'S
- "EP#01" (2003)
- "Weten EP" (2010)